# 觀光廳
觀光廳（日语：／、英語：、簡稱：JTA）是日本國土交通省的外局之一，於2008年（平成20年）10月1日成立。目標為促成日本觀光立國、打造魅力觀光地、振興國際觀光等觀光事務（國土交通省設置法第43條）。

## 概要
觀光廳是依據國家行政組織法與國土交通省設置法第41條第1項設立。首長為觀光廳長官，內部部局有總務課、觀光產業課、國際觀光政策課、國際交流推進課、觀光地域振興部等4課1部。下轄獨立行政法人國際觀光振興機構（JNTO、通稱日本政府觀光局）。
觀光廳起草、編寫的白皮書稱「觀光白皮書」，依據觀光立國推進基本法收錄政府每年向國會提出的「觀光狀況及政府實現觀光立國所採取之措施相關報告」（第8條第1項），與「闡明因應前項報告之觀光狀況所採取之措施」（第8條第2項）。後者文件須聽取國土交通省交通政策審議會（觀光分科會）意見編撰。文書相關事務由總務課負責（國土交通省組織令第224條之4第22項）。

## 所掌事務
觀光廳具體任務如下：
- 觀光地及觀光設施改善等觀光振興（第21號）
- 發展、改善及協調與旅行業、旅行業者代理業等相關觀光事業（第22號）。
- 導遊、地區限定導遊、國際戰略綜合特別區域導遊、地域活性化綜合特別區導遊及福島特例導遊（第22之2號）。
- 飯店及旅館登錄（第23號）

以上所掌事務的基準，定義於明定實現觀光立國相關政策之國家與地方公共團體責任義務等的「觀光立國推進基本法（平成十八年十二月二十日法律第百十七號）」。同法第3條規定觀光廳有振興國家觀光的責任義務「綜合擬定實現觀光立國相關措施及實施的責任義務」。

### 觀光立國推進基本計畫
觀光立國推進基本法規定政府為了實現觀光立國而綜合規畫推動相關政策，必須擬定觀光立國實現基本計畫（以下稱「觀光立國推進基本計畫」。）（第10條第1項）。觀光立國推進基本計畫規定（1）實現觀光立國相關措施之基本方針、（2）實現觀光立國的目標、（3）政府為實現觀光立國應採取之全面性且具系統性的措施、（4）以及為了實現觀光立國而推動相關措施的必要事項（第10條第2項）。計畫草案由國土交通大臣聽取交通政策審議會意見所作成，並且須獲得閣議決議（第10條第3項），觀光廳負責其實務進行。
現在的「觀光立國推進基本計畫」在2012年3月30日獲得閣議決議，是2007年6月29日初版通過五年後所修訂的版本。
計畫期間五年，基本目標如以下七項（要旨）。
1. 国內旅行消費金額 - 2016年以前達30兆日圓。
2. 訪日外國旅客人數 - 2020年初達2,500萬人，2016年達1,800萬人。
3. 訪日外國旅客滿足度 - 2016年訪日外國旅客消費動向調査回答「非常滿意」的比率達45％，回答「還會再來」的比率達60％。
4. 國際會議舉辦次數 - 在日本舉辦國際會議的次數在2016年以前增加五成以上，成為亞洲最大的舉辦國。
5. 日本人海外旅行人數 - 2016年以前達2,000萬人。
6. 日本人國內觀光旅行的一人平均住宿天數 - 2016年以前達每年2.5日。
7. 觀光地域的旅客滿足度 - 觀光地域的旅客綜合滿足度回答「非常滿意」的比率，以及再訪意願回答「非常願意」的比率在2016年以前達25％。

### 國際觀光的振興
觀光立國推進基本法規定，國家為了提升外國觀光旅客來訪，必須充分利用傳統文化集中且有效的推動海外觀光宣傳活動，提供國內交通、住宿等觀光旅行必要費用相關資訊，推動國際會議等國際規模活動，改善外國觀光客的出入國相關措施，提升導遊服務等外國觀光客相關服務等，針對以上項目採取必要的措施（第17條）。
做為提升外國觀光旅客來訪的一環，觀光廳提出「訪日旅行促進事業」（VISIT JAPAN事業）。2003年4月起以「VISIT JAPAN CAMPAIGN」的名稱，由國土交通省、國際觀光振興機構、民間旅行業者與相關自治體等組成「VISIT JAPAN CAMPAIGN實施本部」推動。

### 為了促進觀光旅行的環境整備
觀光立國推進基本法規定，國家為了觀光旅行的簡易化及圓滑化，必須推動休假制度改善等休假相關措施、解緩觀光旅行集中特定時季、禁止觀光業者不當營利行為等以維護消費者利益、以及提升國民理解觀光的意義等必要措施（第20條）。這些相關事務由總務課主掌（國土交通省組織令第22條之4第18號）。此外，2012年3月修訂的「觀光立國推進基本計畫」規定，觀光廳主導「推動休假改革」，透過挖掘潛在需求、擴大交流人口等活化地域經濟。具體包含推動年假取得、中小學停課的多樣化與柔軟化、大型連休地區分散化等。

## 沿革
- 1949年（昭和24年）6月1日 - 運輸省大臣官房設置觀光部。
- 1955年（昭和30年）8月10日 - 廢止大臣官房觀光部，設置、觀光局。
- 1968年（昭和43年）6月15日 - 廢止觀光局，大臣官房設置觀光部。
- 1984年（昭和59年）7月1日 - 設置國際運輸、觀光局，觀光部從大臣官房移交該局管轄。
- 1991年（平成3年）7月1日 - 廢止國際運輸、觀光局，該局管轄的觀光部移交運輸政策局管轄。
- 2001年（平成13年）1月6日 - 國土交通省成立，運輸省的運輸政策局與建設省的建設經濟局整合為綜合政策局。觀光部隸屬綜合政策局。
- 2004年（平成16年）7月1日 - 大臣官房設置綜合觀光政策審議官（局長級），廢止綜合政策局觀光部。

組織法上，舊觀光部觀光相關各課隸屬於綜合政策局，但實務上由大臣官房綜合觀光政策審議官指揮監督觀光相關各課。
- 2006年（平成18年）12月6日 - 第165臨時國會，鹽谷立眾議院國土交通委員長提出觀光基本法（昭和38年法律第107號）全部修正案「觀光立國推進基本法」。同日國土交通委員會通過自民、民主、公明三黨共同提案的「觀光立國推進相關案件」，完成決議[6]。該決議要求政府「為了實觀光立國所實施的相關措施，聚集各省廳智慧，以全面、有效且具效率的進行，並基於行政改革的精神，為實現觀光廳等設置而努力」（第8項）。
  - 12月7日 - 眾議院本會議通過本法案[7]。
  - 12月12日 - 參議院國土交通委員會通過，附帶決議[8]
  - 12月13日 - 參議院本會議通過，「觀光立國推進基本法」成立。同月20日公布（平成18年法律第117號）[9]。
- 2007年（平成19年）1月1日 - 觀光立國推進基本法施行。
  - 6月29日 - 以觀光立國推進基本法為基礎擬定的「觀光立國推進基本計畫」於閣議通過[10]。
  - 8月 - 國土交通省決定觀光廳創設方針，12月成為政府方針[11][12]。
- 2008年（平成20年）1月29日 - 福田康夫內閣為設置觀光廳，閣議通過「國土交通省設置法等部分修正法律案」。
  - 4月15日 - 眾議院國土交通委員會修正後的修正案通過。眾議院本會議通過[13]。
  - 4月24日 - 參議院國土交通委員會通過。
  - 4月25日 - 參議院本會議通過，修正法成立。5月2日公布（平成20年法律第26號）[14]。
  - 10月1日 - 國土交通省設置法的觀光廳設置相關修正部分施行。廢止大臣官房綜合觀光政策審議官與綜合政策局觀光政策課、國際觀光課、觀光經濟課、觀光資源課、觀光事業課、觀光地域振興課，成立觀光廳。

2000年7月1日金融廳後第一個新外局，也是2001年1月中央省廳再編以來第一個外局。2018年4月，員額從109名增至200名。

## 組織
觀光廳的組織基本上由國土交通省設置法、國土交通省組織令與觀光廳組織規則規定。

### 特別職
- 觀光廳長官（法律第43條）
- 次長（政令第221條）
- 審議官（政令第222條第1項）
- 參事官（政令第223條第1項）（2人）

### 內部部局
- 總務課（政令第224條之3第1項）
- 觀光產業課
- 國際觀光政策課
- 國際交流推進課
- 觀光地域振興部（政令第224條） - 觀光地域振興課（政令第224條之3第2項）、觀光資源課

### 地方支分部局
觀光廳沒有地方派出機關（地方支分部局），但對於各地區的觀光措施可透過各國土交通省地方運輸局、神戶運輸監理部、內閣府沖繩綜合事務局運輸部進行。負責組織為地方運輸局的觀光部（觀光企劃課、國際觀光課、觀光地域振興課）、神戶運輸監理部的總務企劃部企劃課　沖繩綜合事務局的運輸部企劃室。

## 財政
2018年度（平成30年度）一般會計最初預算為264億3846萬3千日圓。佔國土交通省一般會計預算（5兆9392億1541萬8千日圓）約0.44%。詳細科目為觀光廳共通費24億2089萬日圓（9.16%）、觀光振興費148億40萬日圓（60.0%）、獨立行政法人國際觀光振興機構營運費92億1717萬3千日圓（34.8%）。

## 職員
2017年7月1日一般職在職人數為103人（其中女性20人）。員額依國土交通省定員規則規定，2018年4月員額有200人。

## 歷代長官
| 代 | 姓名       | 在任期間                      | 前職                                 |
| -- | ---------- | ----------------------------- | ------------------------------------ |
| 1  | 本保芳明   | 2008年10月1日 - 2010年1月4日  | 國土交通省綜合觀光政策審議官（技官） |
| 2  | 溝畑宏     | 2010年1月4日 - 2012年3月31日  | 株式會社大分足球俱樂部代表取締役     |
| 3  | 井手憲文   | 2012年4月1日 - 2013年8月1日   | 國土交通省海事局長                   |
| 4  | 久保成人   | 2013年8月1日 - 2015年9月10日  | 國土交通省大臣官房長                 |
| 5  | 田村明比古 | 2015年9月11日 - 2018年7月31日 | 國土交通省航空局長                   |
| 6  | 田端浩     | 2018年7月31日 -               | 國土交通審議官                       |

## 幹部職員
- 觀光廳長官：田端浩
- 觀光廳次長：和田浩一
- 審議官：金井昭彥
- 審議官：髙科淳
- 觀光地域振興部長：平岡成哲

## 外部連結
- 觀光廳 （页面存档备份，存于）